# Paralyricen astyanax
Paralyricen astyanax är en insektsart som beskrevs av Ronald Gordon Fennah 1950. Paralyricen astyanax ingår i släktet Paralyricen och familjen Derbidae. Inga underarter finns listade i Catalogue of Life.